# 피덴차

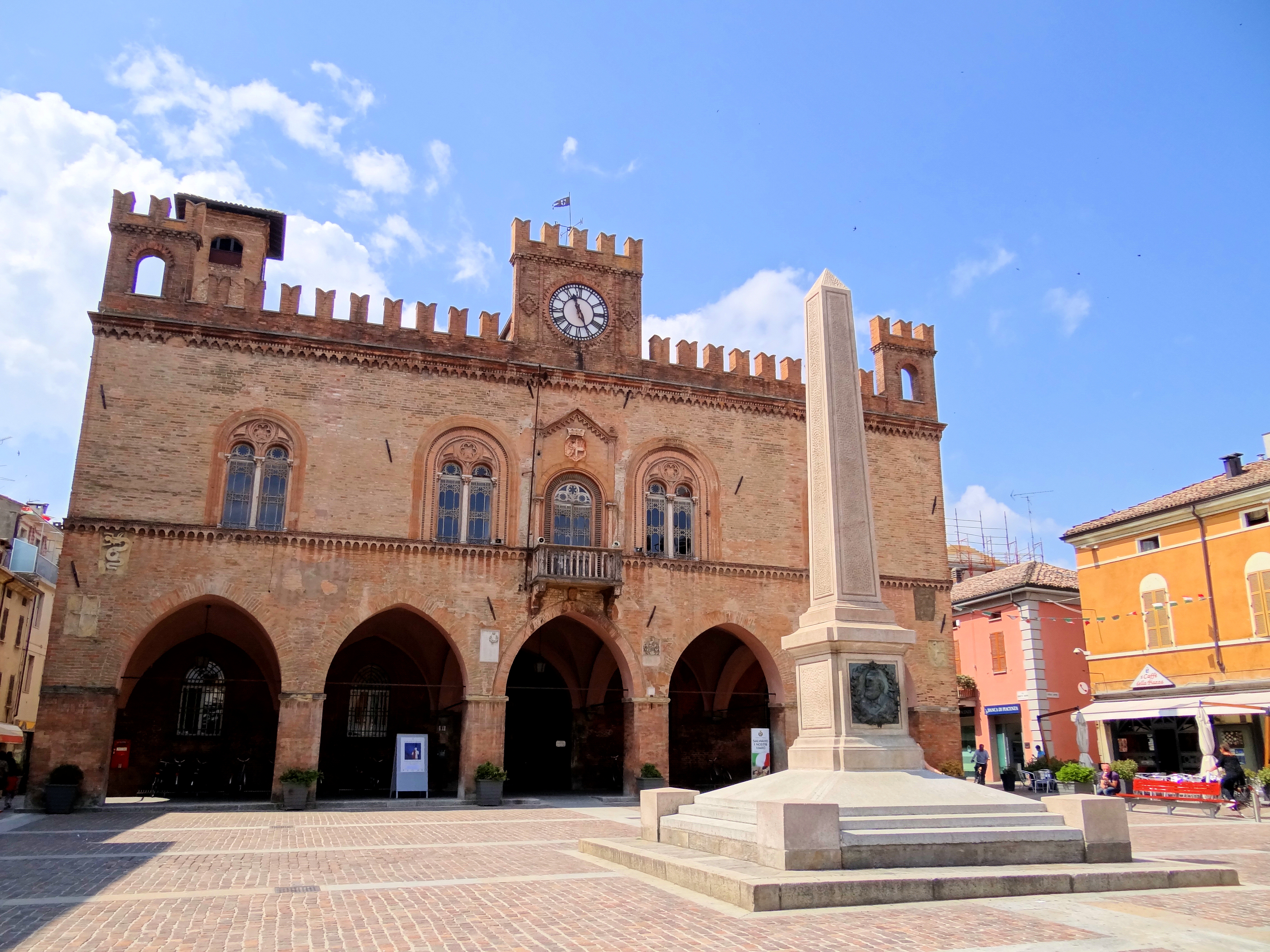
피덴차 시청과 가리발디 오벨리스크

피덴차(이탈리아어: Fidenza)는 이탈리아 에밀리아로마냐주 파르마도에 위치한 코무네로 면적은 95km2, 높이는 75m, 인구는 26,468명(2012년 4월 30일 기준), 인구 밀도는 280명/km2이다.
고대 로마 시대에 군사 시설이 건설되었으며 기원전 41년에 도시 지위를 부여받았다. 이탈리아의 통일 이전에는 신성 로마 제국, 사르데냐 왕국의 지배를 받았다. 원래 이름은 보르고산돈니노(Borgo San Donnino)였지만 1927년에 지금과 같은 이름으로 바뀌었다.

## 자매 도시
- 영국 캔터베리
- 독일 헤렌베르크
- 슬로바키아 크렘니차
- 프랑스 시스테롱